# Matthias Echternach

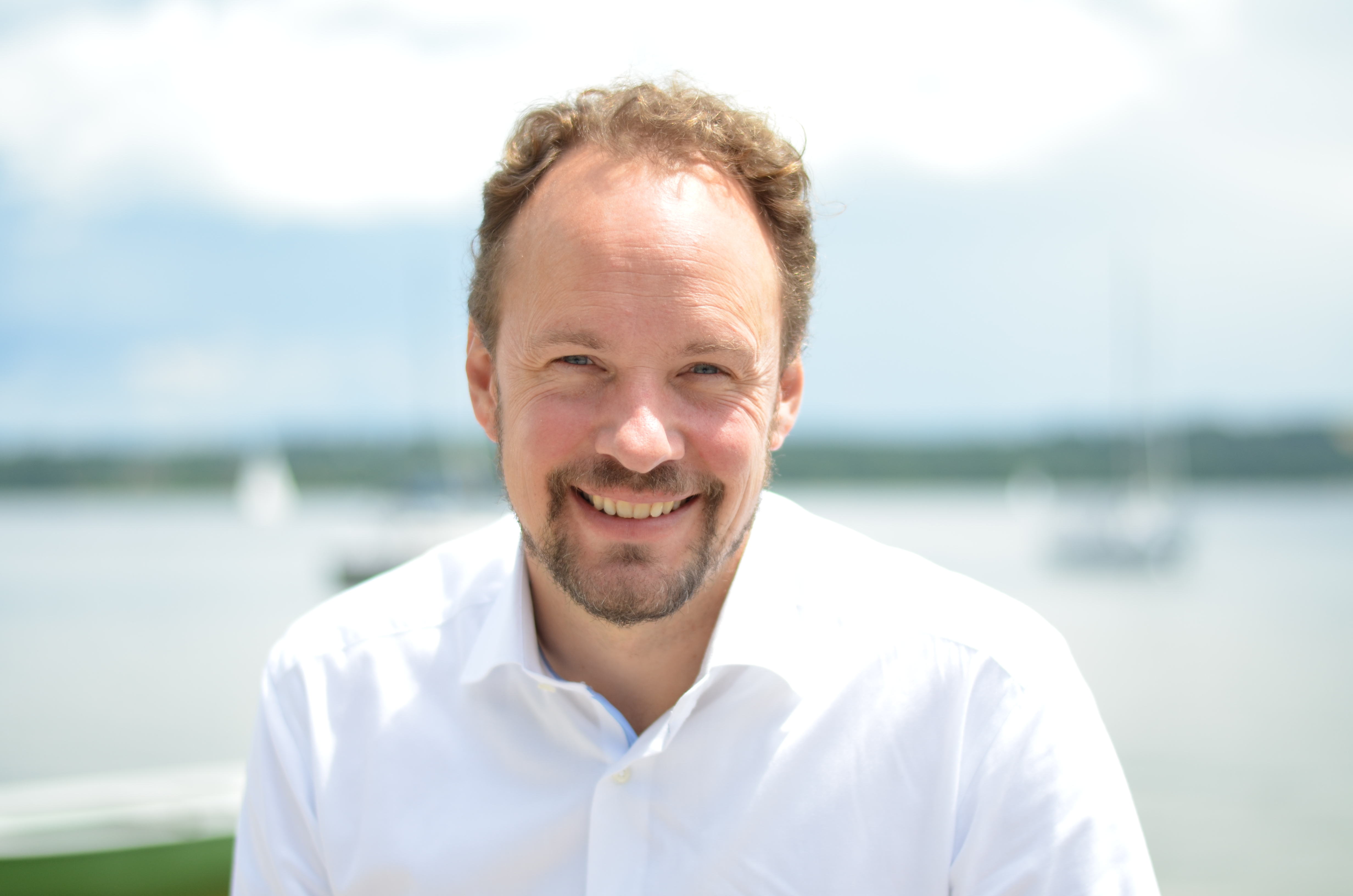
Matthias Echternach

Matthias Echternach (* 1973) ist ein deutscher Phoniater und Pädaudiologe, Hochschullehrer und Leiter der Abteilung Phoniatrie und Pädaudiologie am Klinikum der Universität München (LMU).

## Leben
Echternach ist das dritte Kind der Eheleute Renate und Horst Echternach. Er ist verheiratet und hat drei Kinder.
Die erste musikalische Ausbildung erhielt er im Knabenchor Hannover unter Heinz Hennig. Als Sopran sang er einen der drei Knaben in der Zauberflöte der Staatsoper Hannover und nahm als Knabensolist an den Aufnahmen des Kantatenwerkes unter Gustav Leonhardt und Nikolaus Harnoncourt teil. Seine weitere sängerische Ausbildung erhielt er bei Peter Sefcik und Winfried Toll. Später war er als Tenor neben solistischer Tätigkeit Mitglied der Camerata Vocale Freiburg (Winfried Toll), dem Kammerchor Stuttgart (Frieder Bernius) und dem Kammerchor Saarbrücken (Georg Grün).
Seinem Medizinstudium an den Universitäten Freiburg, Wien und Heidelberg, dem Praktischen Jahr in Boston, Zürich und Heidelberg und der Promotion 2000 folgte eine Facharztausbildung für Hals-, Nasen- und Ohrenheilkunde am Universitätsklinikum des Saarlandes in Homburg/Saar und eine Facharztausbildung für Stimm-, Sprach- und kindliche Hörstörungen (Phoniatrie und Pädaudiologie) am Universitätsklinikum des Saarlandes  und später an der Universitätsklinik Freiburg. 2006 wechselte er an das Freiburger Institut für Musikermedizin an die Universitätsklinik Freiburg, an der er sich 2010 für das Fach Hals-, Nasen- und Ohrenheilkunde habilitierte. Er erhielt 2012 einen Ruf auf die Professur für Musikergesundheit an die Hochschule für Musik Hanns Eisler Berlin, welchen er ablehnte. Er folgte 2018 einem Ruf auf die Professur für Phoniatrie und Pädaudiologie an die Ludwig-Maximilians-Universität München. Seit 2018 leitet er zudem die Abteilung Phoniatrie und Pädaudiologie am LMU Klinikum München. 2022 erhielt er einen Ruf auf den Lehrstuhl für Phoniatrie und Audiologie an die Medizinische Universität Innsbruck, welchen er jedoch ablehnte.

## Forschungsgebiete
Echternachs Forschungsgebiete umfassen vor allem die Grundlagen der Erzeugung der Singstimme, der Gesangsregister und Stimmstörungen, wobei hier innovative Technologien wie eine ultraschnelle Hochgeschwindigkeitslaryngoskopie oder dynamische Echtzeit-Kernspintomographien zum Einsatz kommen. Seine Tätigkeit in der Forschung war bereits vielfach Gegenstand der medialen Berichterstattung. Auch wurde Echternach in dem Dokumentarkinofilm Der Klang der Stimme von Bernard Weber, der 2018 den Publikumsfilmpreis bei den Solothurner Filmtagen erhielt, porträtiert. Während der Corona-Pandemie führte er zusammen mit weiteren Mitarbeitern der LMU München und der Uniklinik Erlangen ein international viel beachtetes Forschungsprojekt mit dem Chor des Bayerischen Rundfunks und dem Symphonieorchester des Bayerischen Rundfunks zum Risiko der Virusausbreitung beim Gesang und beim Spielen von Blasinstrumenten durch.
Echternach ist Mitautor von mehr als 100 Publikationen in wissenschaftlichen Fachmagazinen und Autor zahlreicher Buchartikel, u. a. in dem Standardwerk der Stimmmedizin Professional Voice: The Science and Art of Clinical Care, herausgegeben von Robert Sataloff. Zudem ist er Editor im Journal of Voice. Seine Forschung wird u. a. durch die Deutsche Forschungsgemeinschaft unterstützt.

## Klinische Tätigkeit
Echternachs klinische Tätigkeit deckt das gesamte Fachgebiet der Phoniatrie und Pädaudiologie ab, wobei ein Schwerpunkt auf der medizinischen Betreuung von Sängern, der Musikermedizin und der Stimmchirurgie (Phonochirurgie) liegt.

## Lehre
Neben der Lehre an der Ludwig-Maximilians-Universität München im Rahmen seiner Professur hat Echternach einen Lehrauftrag an der Hochschule für Musik und Theater München inne.

## Mitgliedschaften
- Deutsche Gesellschaft für Phoniatrie und Pädaudiologie (DGPP)
- Deutsche Gesellschaft für Musikphysiologie und Musikermedizin (DGfMM)
- Bundesverband Deutscher Gesangspädagogen (BDG)
- Deutschen Gesellschaft für Hals-Nasen-Ohren-Heilkunde, Kopf- und Hals-Chirurgie
- Collegium Medicorum Theatri (CoMeT)

## Auszeichnungen
- Wissenschaftspreis der Deutschen Gesellschaft für Musikphysiologie und Musikermedizin 2009[20]
- Gerhard-Kittel Medaille der Deutschen Gesellschaft für Phoniatrie und Pädaudiologie 2010[21]
- European Phoniatrics Voice Award der Union Europäischer Phoniater 2014[22]
- Hamdan International Presenters Award, The Voice Foundation, USA 2024

## Lehrmaterial
- Spahn, C., Richter, B., Pöppe, J., Echternach, M.: Das Blasinstrumentenspiel – physiologische Vorgänge und Einblicke ins Körperinnere / physiological insights for players of wind instruments, DVD, Hebling Verlag, 2013.[23]
- Richter, B., Echternach, M., Traser, L., Burdumy, M., Spahn, C.: Die Stimme – Einblicke in die physiologischen Vorgänge beim Singen und Sprechen, DVD, Hebling Verlag, 2017.[24]

## Schriften
- Mit Philip Caffier: Aktuelle Phoniatrische und Pädaudiologische Aspekte.